# Fruktbarhetsgud

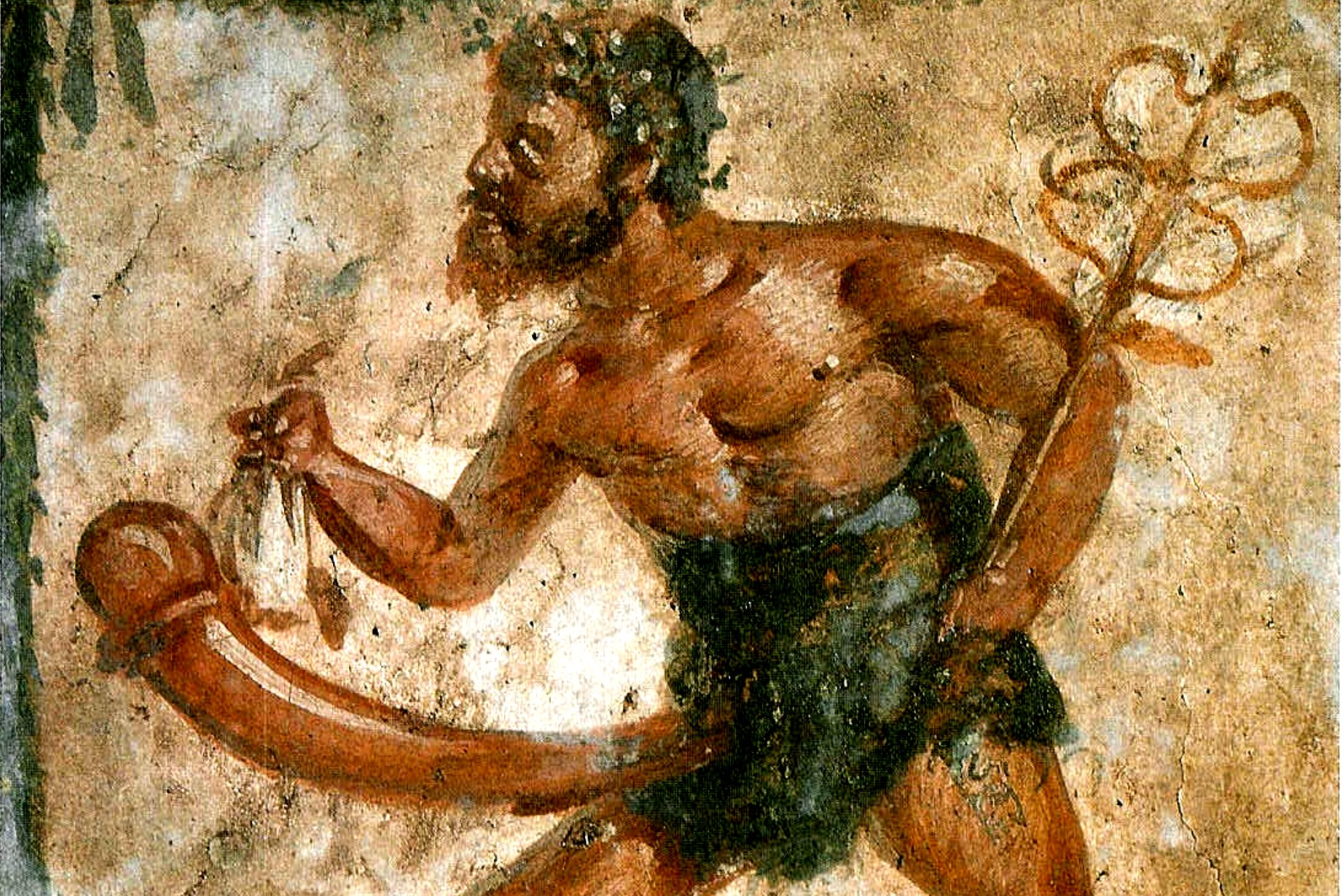
Priapos.

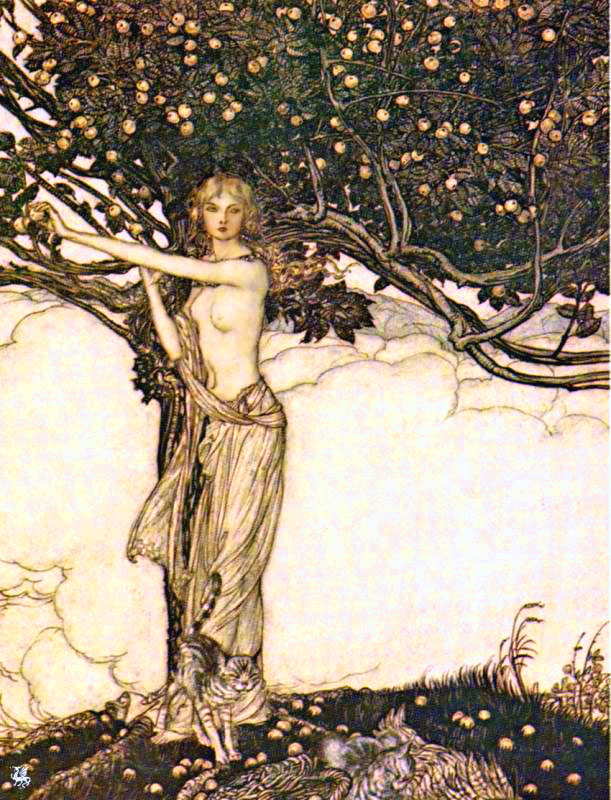
Freja. Illustration till Wagners Rhenguldet av Arthur Rackham från 1910.

Fruktbarhetsgudar är inom olika polyteistiska mytologier och religioner begreppet för gudomar som associeras med alstring av nytt liv, såväl naturens frodighet som jordbrukens skördar och människors fertilitet. Såväl manliga som kvinnliga gudomar och avgudar avbildas vanligen med typiska fruktbarhetssymboler med sexuell innebörd.
Till fruktbarhetsgudar hör: Frej, Freja, Flora, Amon, Apis, Baal, Bastet, Hapy, Khnum, Menevis, Min, Osiris, Ptah, Sebek, Taueret, Liber, Saturnus, Priapos. Ala, Amaunet, Anahita, Dionysos, Faunus, Indra, Karttikeya, Kunapipi, Nekhebet, Nerthus, Ningizzida, Pachamama, Satis, Dumuzi, Viracocha